# 変身人間シリーズ
変身人間シリーズ（へんしんにんげんシリーズ）は、東宝が製作した、科学技術によって変質、変形あるいは特殊能力を手に入れた人間が登場する特撮映画の総称である。

## 概要
怪奇映画にSF映画の要素をあわせたものであり、人間の業や悲しみが作品のメインテーマとなっている。SF映画や怪獣映画のように派手な特撮は用いず、特撮を心理的な表現として演出している。
東宝プロデューサーの田中友幸は、制作の動機は莫大な予算をかけずに面白い特撮映画を作りたいという考えであったと述べているほか、本シリーズをはじめとする怪奇SF映画が途絶えた理由について、映画業界が大作志向になっていったことを挙げている。小説家の小松左京は、本シリーズについて「予算はB級だろうと思うけど、アイデアがあって面白かった」と評している。

## 名称・区分
東宝レコード『SF映画の世界』や東宝が出版した書籍『東宝特撮映画全史』では変身人間シリーズは『美女と液体人間』、『電送人間』、『ガス人間第一号』の3作を指す。同じ東宝の『マタンゴ』は番外編的扱いであり、『透明人間』は先駆的作品ということで、関連は深いもののシリーズには含まれていない。
田中は変身人間ものと称していたが、『電送人間』『ガス人間第一号』の検討用台本では「怪奇空想科学映画シリーズ」と付記されている。

## 作品一覧
| 公開年 | タイトル       | 監督       | 原作･原案  | 主人公               | 登場する怪人         |
| ------ | -------------- | ---------- | ---------- | -------------------- | -------------------- |
| 1958   | 美女と液体人間 | 本多猪四郎 | 海上日出男 | 政田（佐原健二）     | 液体人間             |
| 1960   | 電送人間       | 福田純     | ―          | 桐岡勝（鶴田浩二）   | 電送人間（中丸忠雄） |
| 1960   | ガス人間第一号 | 本多猪四郎 | ―          | 岡本賢治（三橋達也） | ガス人間（土屋嘉男） |

## 未制作作品
『フランケンシュタイン対ガス人間』
1963年に関沢新一によって執筆された脚本。『ガス人間第一号』の続編であり、生き延びたガス人間水野が藤千代を生き返らせるために怪物フランケンシュタインを利用するというものであったが、企画は『フランケンシュタイン対ゴジラ』を経て『フランケンシュタイン対地底怪獣』へと至った。同作品も、本シリーズに通ずる異形の悲しみを描いた作品であった。

『怪奇人間特撮シリーズ 戦慄火焔人間』
1973年6月に、変身人間シリーズのプロデューサーで東宝映像の社長となった田中友幸によって立てられた企画書。『美女と液体人間』や『電送人間』がテレビ放送で高視聴率を獲得したことから、新シリーズ化を目指して提案されたものであり、後続企画として『透明人間』や『植物人間』なども予定されていた。
1974年1月には、監督に福田純を起用することを前提として、掛札昌裕によって検討用台本『火焔人間』が執筆されたが、福田は同年に『ゴジラ対メカゴジラ』『エスパイ』などを手掛けていたため、実現には至らなかった。

『透明人間対火焔人間』
1975年5月に、掛札昌裕が検討用台本として執筆した作品。『戦慄火焔人間』の企画を発展・継承したものであり、透明人間の設定も『透明人間』での設定を踏襲したものであった。
同年3月に『メカゴジラの逆襲』をもって終了したゴジラシリーズに替わる特撮映画として企画されており、福田純が共同執筆した改定稿台本を経て、同年12月に東宝が発表した1976年の企画ラインナップにも挙がっていたが、『ゴジラの復活』『ネッシー』などの企画と競合し、実現には至らなかった。